# Pseudicius espereyi
Pseudicius espereyi là một loài nhện trong họ Salticidae.
Loài này thuộc chi Pseudicius. Pseudicius espereyi được Jean-Louis Fage miêu tả năm 1921.